# Michel-Joseph Gentil de Chavagnac
Adolphe Michel Joseph Gentil de Chavagnac (Parigi, 3 luglio 1770 – Passy, 27 maggio 1846) è stato un drammaturgo e cantautore francese.

## Biografia
Dopo una carriera nella Grande Armata, si fece conoscere nei teatri come collaboratore di Marc-Antoine Madeleine Désaugiers, con cui pubblicò oltre trenta pièces.
Diresse il Théâtre de l'Odéon nel 1821-1822, fu segretario del direttore alle Acque e Foreste (1822), lettore onorario del Re dal 1823 al 1830. Scrisse anche molto materiale di circostanza. Fu (con Désaugiers) membro fondatore della Société du Caveau moderne.

## Opere
- 1808: La Comédie chez l'épicier, ou le Manuscrit retrouvé, vaudeville-aneddotico in 1 atto, con Marc-Antoine Madeleine Désaugiers;
- 1808: La Jeunesse de Favart, commedia aneddotica in 1 atto, in prosa e in vaudevilles, con Antoine-Pierre-Charles Favart;
- 1809: Hector ou Le valet de carreau, in 5 parti, con Désaugiers e Michel-Nicolas Balisson de Rougemont;
- 1809: M. La Gobe, ou Un tour de carnaval, folie-vaudeville in 1 atto, con Désaugiers;
- 1810: La petite Cendrillon ou La chatte merveilleuse, folie-vaudeville in 1 atto, con Désaugiers;
- 1810: Les sabotiers béarnais ou La faute d'orthographe, vaudeville in 1 atto, in prosa, con Charles-François-Jean-Baptiste Moreau de Commagny;
- 1810: Les Fêtes françaises, ou Paris in miniature, divertissement in 1 atto, con Balisson de Rougemont;
- 1811: La petite gouvernante, commedia in 2 atti e in prosa, con Moreau de Commagny;
- 1811: L'Ogresse ou la Belle au bois dormant, vaudeville-folie-comi-parade in 1 atto, con Désaugiers;
- 1811: La Bonne nouvelle, ou le Premier arrivé, vaudeville in 1 atto;
- 1811: Bayard à La Ferté ou Le siège de Mézières, opéra-comique in 2 atti, con Désaugiers;
- 1812: Les Auvergnats ou l'Eau et le Vin, vaudeville sbarazzino in 1 atto, con Désaugiers;
- 1812: La Matrimonio-manie, ou Gai, gai mariez-vous!, commedia in 1 atto, con Rougemont e Désaugiers;
- 1812: Monsieur Désornières, ou Faut-il rire? faut-il pleurer? folie in 1 atto e in vaudevilles, con Désaugiers;
- 1813: Pierrot ou le Diamant perdu, commedia-vaudeville in 2 atti, con Désaugiers;
- 1814: Le Bûcheron de Salerne ou les Souhaits, commedia-féerie in un atto, in vaudevilles, con Désaugiers;
- 1814: L'Hôtel garni, ou la Leçon singulière, commedia in 1 atto, con Désaugiers;
- 1814: Le Petit Enfant prodigue, commedia in 1 atto e in vaudevilles, con Désaugiers;
- 1814: Le Sabre de bois, ou la Revue du roi, commedia in 1 atto e in vaudevilles, con Rougemont;
- 1814: Le Retour des lys, in 1 atto e in vaudeville, con Désaugiers;
- 1814: L'Île de l'espérance, ou le Songe réalisé, pièce allegorica in 1 atto e in vaudevilles, con Désaugiers e Nicolas Brazier;
- 1815: Une journée au camp, melodramma comico in 2 atti e in vaudevilles, con Désaugiers;
- 1815: Les Deux Voisines ou les Prêtés rendus, commedia in un atto, con Désaugiers;
- 1815: Je fais mes farces, folie in 1 atto e in vaudevilles, con Brazier e Désaugiers;
- 1815: Le Vaudeville in vendanges, in 1 atto, con distici, con Désaugiers e Commagny;
- 1815: Le Bouquet du roi ou le Marché aux fleurs, in 1 atto e in vaudevilles, con Désaugiers;
- 1816: Monsieur Sans-Gêne ou l'Ami de collège, vaudeville in 1 atto, con Désaugiers;
- 1816: Mariage de Mgr le duc de Berri, con Désaugiers;[2]
- 1816: Le Dix-sept juin, ou l'Heureuse journée, à-propos in 1 atto e in vaudevilles, con Désaugiers;
- 1816: Les Visites bourgeoises, ou le Dehors et le Dedans, piccolo schizzo  di un grande tableau, in 1 atto e con distici, con Désaugiers e Commagny;
- 1816: Chacun son tour, ou l'Écho de Paris, divertissement in vaudevilles, con René de Chazet e Désaugiers;
- 1817: Chansons chantées aux Champs-Élysées pour la fête du roi, le 25 août 1817, di Désaugiers, Gentil de Chavagnac, Jacques-André Jacquelin e Jacques-Thomas Verneur;[3]
- 1817: La Petite Coquette, commedia-vaudeville in 1 atto, con Désaugiers;
- 1817: La Vendange normande, ou les Deux Voisins, vaudeville in 1 atto, con Alexandre Barrière;
- 1818: Les Anniversaires des trois mai et huit juillet, con Désaugiers;
- 1818: La Statue de Henri IV, ou la Fête du Pont-Neuf, tableau sbarazzino in 1 atto, con de Chazet, Désaugiers e Joseph Pain;
- 1818: Couplets pour l'inauguration de la statue de Henri IV chantés à la représentation de l'Académie royale de musique, le 24 août 1818, con Désaugiers;
- 1818: Les Deux Valentin, ou les Nouveaux Ménechmes, commedia-vaudeville in 1 atto, con Désaugiers;
- 1819: Le Bûcheron de Salerne ou les Trois Souhaits;
- 1819: Les Petites Danaïdes, ou Quatre-vingt-dix-neuf victimes, imitation burlesco-tragi-comi-diabolico-féerie dell'opera Les Danaïdes (di Antonio Salieri), con vaudevilles e danze, con Désaugiers;
- 1819: Le Prêté rendu, commedia con Rougemont e Mélesville;
- 1819: Le Jeune Werther ou les Grandes Passions, vaudeville in un atto, con Désaugiers;
- 1820: Le Berceau du prince, ou les Dames de Bordeaux, à-propos vaudeville in 1 atto, con Brazier, de Chazet, Désaugiers e Jean-Baptiste Dubois;[4]
- 1820: Scènes in l'honneur de la naissance de Mgr le duc de Bordeaux, con Désaugiers;
- 1820: Un dîner à Pantin, ou l'Amphytrion à la diète, tableau-vaudeville in 1 atto, con Désaugiers e Nicolas Gersin;
- 1820: Monsieur Purgon, ou Les Malades pour rire, folie-vaudeville in 1 atto con Désaugiers;
- 1821: Le Baptême de village, ou le Parrain de circonstance, vaudeville in 1 atto in occasione del Battesimo di SAR Mgr il Duca di Bordeaux, con Fulgence de Bury, Paul Ledoux, Ramond de la Croisette e Désaugiers;
- 1821: Les Étrennes du vaudeville, ou la Pièce impromptu, folie-parade in 1 atto, con Désaugiers e Francis baron d'Allarde;
- 1822: Vadeboncoeur, ou le Retour au village, vaudeville in 1 atto, con Désaugiers;
- 1822: Une visite aux Invalides, à-propos mêlé de couplets, con de Bury, Paul Ledoux e Ramond de la Croisette;[5]
- 1823: Le Comte d'Angoulême, ou le Siège de Gênes, con de Bury, Ledoux e de la Croisette;
- 1823; Les Maris sans femmes ou Une heure de paternité, vaudeville in 1 atto, con Désaugiers;
- 1823: M. Oculi, ou la Cataratto, imitation burlesque de "Valérie", in 1 atto e in vaudevilles, con Désaugiers;
- 1823: Plus de Pyrénées, à-propos-vaudeville in 1 atto, con Désaugiers
- 1823: La Route de Bordeaux, à-propos in 1 atto e in versi liberi, con Désaugiers e Gersin;
- 1824: Chansons pour la S. Louis, testi di Édouard Revenaz, Brazier, Frédéric de Courcy e Gentil de Chavagnac;[6]* 1825: Fenêtres à louer, ou les Deux propriétaires, vaudeville in 1 atto in occasione della consacrazione di Carlo X, con Désaugiers;
- Les Petites Danaïdes, 1846;
- Recueil de chansons et poésies fugitives, (senza data);
- Stances sur la naissance du roi de Rome, (senza data);
- La Cause et les Effets (et autres chansons royalistes), con Désaugiers, (senza data);